# Yan Ni (volley-ball)
Pour les articles homonymes, voir Yan Ni.
Yan Ni est une joueuse chinoise de volley-ball née le 2 mars 1987 à Shenyang. Elle a remporté avec l'équipe de Chine le tournoi féminin aux Jeux olympiques d'été de 2016 à Rio de Janeiro.